# Emboscada a Matt Helm
Emboscada a Matt Helm Matt (títol original en anglès: The Ambushers) és una pel·lícula estatunidenca dirigida per Henry Levin estrenada el 1967. Ha estat doblada al català.

## Argument
Una nau espacial nord-americana experimental (amb forma de plat volador) desapareix a Nou Mèxic durant un vol experimental. Encara que la pilot és alliberada, no recorda res. L'agent Matt Helm es farà càrrec de la investigació.

## Repartiment
- Dean Martin: Matt Helm
- Senta Berger: Francesca Madeiros
- Janice Rule: Sheila Sommers
- James Gregory: MacDonald
- Albert Salmi: Jose Ortega
- Kurt Kasznar: Quintana
- Beverly Adams: Lovey Kravezit
- David Mauro: Nassim
- Roy Jenson: Karl
- John Brascia: Rocco
- Linda Foster: Linda
- Tomiko Ishizuka: Slaygirl
- Karin Feddersen: Slaygirl
- Ulla Lindstrom: Slaygirl
- Marilyn Tindall: Slaygirl
- Lena Cederham: Slaygirl
- Susannah Moore: Slaygirl
- Terri Hughes: Slaygirl
- Penny Brahms: Slaygirl
- Kyra Bester: Slaygirl
- Jan Watson: Slaygirl
- Annabella Incontrera: Slaygirl
- Dee Duffy: Slaygirl